# О двенадцати месяцах
«О двенадцати месяцах» (чеш. O dvanácti měsíčkách) — сказка чешской писательницы Божены Немцовой. Впервые опубликована Йозефом Вацлавом Фричем в 1855 году в альманахе «Лада Ниола», выход которого был приурочен к 35-летию писательницы.
Немцова дала своему произведению подзаголовок «Словацкая сказка из Тренчинского края» (чеш. Pohádka slovenská z okolí trenčínského); утверждается, что сюжет сказки был рассказан ей её служанкой по имени Марка в городке Дьярмоты, где Немцова жила с 1852 года. В то же время специалисты отмечают, что близкий к немцовскому сюжет впервые зафиксирован в XIV веке у Бартоломея из Хлумца в его «Экземплярии» (лат. Exemplarius auctorum; 1366) — сборнике коротких поучительных историй (exempla) для использования в проповедях; в связи с этим сказку о двенадцати месяцах иногда называют старейшей чешской сказкой.
Русскому читателю сюжет сказки Немцовой известен в версии Самуила Маршака, сперва записавшего этот сюжет в прозаической форме, а затем переработавшего его в пьесу «Двенадцать месяцев» (1945). На сказку Немцовой как источник сказки Маршака впервые указала в своей биографии Маршака (1954) литературовед Вера Васильевна Смирнова; сам Маршак, однако, утверждал, что в основу его сказки легла услышанная им ранее народная версия сюжета, а характер его обработки сюжета значительно отличается от версии Немцовой.
Сказка Немцовой была дважды экранизирована чешскими кинематографистами: в 1992 году вышел телефильм «Двенадцать месяцев» (чеш. Dvanáct měsíčků; режиссёр Либуше Коутна, в главной роли Маркета Грубешова), в 2012 году — другой телефильм с тем же названием (режиссёр Карел Янак, в главной роли Мария Майкусова).